# Fraudella carassiops
Fraudella carassiops és una espècie de peix de la família Plesiopidae i de l'ordre dels cipriniformes que es troba a Austràlia.